# Auguste de Villiers de L’Isle-Adam
Jean-Marie-Mathias-Philippe-Auguste de Villiers de L’Isle Adam, hr. de Villiers de L’Isle Adam (ur. 7 listopada 1838 w Saint-Brieuc, Bretania, zm. 18 sierpnia 1889 w Paryżu) – pisarz francuski, naturalista, znany przede wszystkim dzięki powieściom kryminalnym. Także poeta symbolista.

## Życiorys
Urodził się w zubożałej rodzinie szlacheckiej pretendującej do miana „starożytnego rodu” (stąd tak wiele imion, z których jednak używane było jedynie imię Mathias), co jednak podawano w wątpliwość. Ojciec tytułował się margrabią, a syn otrzymał tytuł hrabiego, który później bardzo sobie upodobał.
W 1855 znalazł się w Paryżu, gdzie musiał sam znaleźć środki do życia. Problemy finansowe Villiersa były ogromne. Przez większą część swojego życia żył w nędzy, która skończyła się dopiero wraz z wydaniem „Opowieści okrutnych” w 1883. Trafiły one w upodobania publiczności znudzonej naturalizmem, dzięki czemu następne zbiory łatwo znajdywały wydawców.
Był również autorem jednego z najważniejszych dramatów symbolistycznych pt. Axël (1885, wyst. 1894).
Umarł 18 sierpnia 1889 roku, na łożu śmierci biorąc ślub z Marią Dantine, aby przekazać synowi swoje nazwisko. Opiekę nad rodziną i spuścizną literacką przekazał swemu przyjacielowi Stefanowi Mallarmé oraz Huysmansowi.